# Eomichla imperiella
Eomichla imperiella är en fjärilsart som beskrevs av August Busck 1914. Eomichla imperiella ingår i släktet Eomichla och familjen praktmalar, Oecophoridae. Inga underarter finns listade i Catalogue of Life.